# Kårsta
Kårsta est une localité de Suède dans la commune de Vallentuna située dans le comté de Stockholm.
Sa population était de 516 habitants en 2019.